# Gea de Albarracín
Gea de Albarracín (aragónul Exea d'Albarracín) település Spanyolországban, Teruel tartományban. Gea de Albarracín Albarracín községgel határos. Lakosainak száma 467 fő (2024).

## Népesség
A település népessége az utóbbi években az alábbiak szerint változott:
| Lakosok száma | 440  | 434  | 457  | 442  | 405  | 397  | 372  | 360  | 434  | 467  |
|               | 2001 | 2004 | 2007 | 2009 | 2012 | 2014 | 2017 | 2019 | 2022 | 2024 |